# T2V (航空機)
T2V / T-1
　ロッキード TV-2（奥）及びT2V-1（手前）
- 用途：練習機
- 製造者：ロッキード社
- 運用者：アメリカ合衆国
- 初飛行：1953年12月15日
- 生産数：150機
- 生産開始：1954年
- 運用開始：1957年5月27日
- 退役：1970年代
- 運用状況：退役

T2Vはロッキード社が開発しアメリカ海軍で運用していたジェット練習機。原型機の初飛行は1953年12月15日、アメリカ海軍への引き渡し開始は1957年5月27日。愛称は「シースター（SeaStar）」。1962年の三軍航空機呼称統一の際に T-1と改称された。

## 概要
アメリカ海軍ではジェット戦闘機パイロットの訓練のために、1948年に空軍のF-80Cを50機取得し、TO-1（1950年以降TV-1）の名称で高等訓練に用いていた。これは単座で地上基地からの運用であった。1949年には練習機 T-33をTO-2（後にTV-2、1962年以降T-33B）の名称で採用した。TO-2は空軍と同一機体であり、艦上機としての装備を持たず航空母艦では運用できないため、陸上基地から運用していた。ロッキード社はこれに対して自己資金で航空母艦での運用に適した形に徹底した再設計を行い、L-245案として海軍に提示した。これが採用されたものが本機、T2Vである。

## 開発

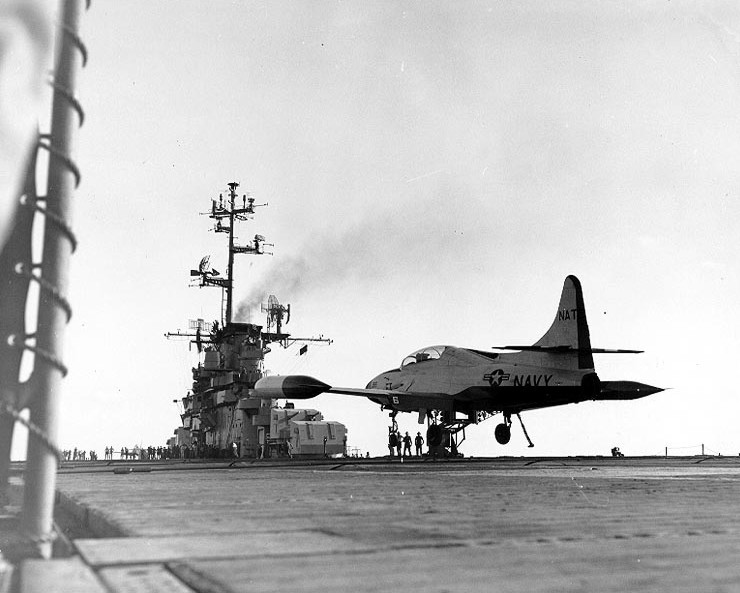
空母アンティータム（CVS-36）に着艦するT2V（T-1）。機体下に着艦フックが確認できる

T-33（TO-2（TV-2））よりT2Vへの改設計部分は機体全体に及び、エンジンの換装とそれに伴う空気取り入れ口の形状変更、着艦のための降着装置の強化（強度4倍）および着艦フックの装着、垂直尾翼の延長・増積などが行われた。また後部座席を15cm上げて前方視界を確保しているほか、発艦の際には前脚柱を伸ばして迎角を上げることができた。
また、本機は「境界層制御」(吹出しフラップ)を採用した最初の実用機でもある。これはエンジン排気をパイプにより主翼後縁に導き、フラップ上面に噴出させて気流の剥れを防止する装置であり、翼の全幅にわたって装備された前縁スラットとともに、低速時の操縦性は大幅に改善された。
- 発達系譜

| P-80A/B / F-80A/B | P-80A/B / F-80A/B | P-80A/B / F-80A/B | P-80A/B / F-80A/B | P-80A/B / F-80A/B | P-80A/B / F-80A/B | 戦闘機        | 戦闘機        | 戦闘機     | 戦闘機     | 戦闘機     | 戦闘機     |               |               |               |               |               |               |           |           |            |            |            |            |            |            |  |  |
| P-80A/B / F-80A/B | P-80A/B / F-80A/B | P-80A/B / F-80A/B | P-80A/B / F-80A/B | P-80A/B / F-80A/B | P-80A/B / F-80A/B | 戦闘機        | 戦闘機        | 戦闘機     | 戦闘機     | 戦闘機     | 戦闘機     | P-80C / F-80C | P-80C / F-80C | P-80C / F-80C | P-80C / F-80C | P-80C / F-80C | P-80C / F-80C | 改良型    | 改良型    | 改良型     | 改良型     | 改良型     | 改良型     |            |            |  |  |
|                   |                   |                   |                   |                   |                   |               |               |            |            |            |            | P-80C / F-80C | P-80C / F-80C | P-80C / F-80C | P-80C / F-80C | P-80C / F-80C | P-80C / F-80C | 改良型    | 改良型    | 改良型     | 改良型     | 改良型     | 改良型     |            |            |  |  |
|                   |                   | TF-80C / T-33     | TF-80C / T-33     | TF-80C / T-33     | TF-80C / T-33     | TF-80C / T-33 | TF-80C / T-33 | 練習機     | 練習機     | 練習機     | 練習機     | 練習機        | 練習機        |               |               |               |               |           |           |            |            |            |            |            |            |  |  |
|                   |                   | TF-80C / T-33     | TF-80C / T-33     | TF-80C / T-33     | TF-80C / T-33     | TF-80C / T-33 | TF-80C / T-33 | 練習機     | 練習機     | 練習機     | 練習機     | 練習機        | 練習機        |               |               |               |               |           |           |            |            |            |            |            |            |  |  |
|                   |                   |                   |                   |                   |                   |               |               |            |            |            |            |               |               |               |               |               |               |           |           |            |            |            |            |            |            |  |  |
|                   |                   |                   |                   |                   |                   |               |               |            |            |            |            |               |               |               |               |               |               |           |           |            |            |            |            |            |            |  |  |
|                   |                   | F-94              | F-94              | F-94              | F-94              | F-94          | F-94          | 夜間戦闘機 | 夜間戦闘機 | 夜間戦闘機 | 夜間戦闘機 | 夜間戦闘機    | 夜間戦闘機    | T2V / T-1     | T2V / T-1     | T2V / T-1     | T2V / T-1     | T2V / T-1 | T2V / T-1 | 艦上練習機 | 艦上練習機 | 艦上練習機 | 艦上練習機 | 艦上練習機 | 艦上練習機 |  |  |

## 運用
本機は1958年の生産終了までに150機が生産された。追加発注の240機は、後継のT-2（T2J）バックアイの開発が早かったこともあり、キャンセルされた。練習機としてのほか、標的曳航機や連絡機としても多目的に用いられた。1958年から開始されたアメリカ海軍の「訓練体系ジェット化計画」において初級訓練を担うことも検討されたが、その部分についてもT-2（T2J）バックアイが担うこととなった。T2V-1は1962年の三軍航空機呼称統一の際に T-1Aと改称された。T-1はT-2の本格配備とともに第一線から退いたが、1970年代まで使用されていた。

## 要目
- 全幅：13.0 m
- 全長：11.76 m
- 全高：4.1 m
- 翼面積：22.3 m2
- 自重：5,427 kg
- 総重量：7,030 kg（最大7,620 kg）
- エンジン：アリソンJ33-A-24または-24A（推力：2,770 kg）1基
- 最大速度：933 kn/h（高度10,670 m）
- 着陸速度：156 km/h
- 航続距離：1,400 km
- 上昇率：1,930m/min
- 乗員：2名